# كالاسيتا
كالاسيتا، (بالإنجليزية: Calasetta)‏، هي مدينة صغيرة، (يبلغ عدد سكانها 2919) وتقع البلدية، في جزيرة "سانت انتكو"، قبالة الساحل الجنوبي الغربي لسردينيا، إيطاليا.

## السكان
في سنة 1861 بلغ عدد السكان 522 نسمة، وتطور العدد ليصل في سنة 2011 لـ 2٬822 نسمة.
يظهر هذا المخطط البياني تطور النمو السكاني لـ كالاسيتا